# Hans Malicky
Hans Malicky (17 juli 1935, Wenen) is een Oostenrijkse entomoloog. Malicky is getrouwd met de plantkundige Gudrun Schlatte.
Malicky heeft 73 taxa beschreven.

## Publicaties
Onvolledig
- 1978: Rhyacophila krauskasseggae n.sp., eine neue Köcherfliege (Trichoptera) aus Sumatra. Zeitschrift der Arbeitsgemeinschaft Österreichischer Entomologen 30(1-2): 41–42.
- 1993. Neue asiatische Köcherfliegen (Trichoptera: Philopotamidae, Polycentropodidae, Psychomyidae, Ecnomidae, Hydropsychidae, Leptoceridae). Linzer biologische Beiträge 25(2): 1099-1136
- 1995. Neue Köcherliegen (Trichoptera, Insecta) aus Vietnam. Linzer biologische Beiträge 27(2): 851–885